# Brodie Castle
Brodie Castle är ett slott i Storbritannien. Det ligger i kommunen Moray i Skottland, 700 km norr om huvudstaden London. 
Brodie Castle ligger 35 meter över havet och terrängen runt slottet är huvudsakligen platt. Runt Brodie Castle är det glesbefolkat, med 20 invånare per kvadratkilometer. Närmaste större samhälle är Forres, 5 km öster om Brodie Castle. I omgivningarna runt Brodie Castle växer i huvudsak blandskog.